# Outil à main

Un jeu de limes.

Un outil à main est un outil qui est actionné à la main plutôt qu' à l'aide d'un moteur. Catégories d'outils à main comprennent des clés, pinces, cutter, outils de frappe, ciseaux, tournevis, étaux, serre-joint, cisailles, scies, perceuses et couteaux.
Les outils d'extérieur tels que les fourches, les sécateurs et les râteaux sont aussi des outils à main. Les outils électroportatifs ne sont pas considérés comme des outils à main.

## Histoire
Les outils à main sont utilisés par les humains depuis l'âge de pierre, où les pierres étaient utilisées pour couper et frapper. Au cours de l'Âge du bronze, les outils étaient fabriqués en coulant des alliages de cuivre et d'étain. Les outils en bronze étaient ainsi plus tranchants et plus durs que ceux en pierre. Au cours de l'Âge du fer, ce métal a remplacé le bronze et les outils sont devenus encore plus solides et durables. Les Romains ont développé au cours de cette période des outils similaires à ceux produits aujourd'hui. Depuis la révolution industrielle, la fabrication d'outils autrefois artisanale est devenue presque en totalité industrielle.